# Hohe Wart (kommunfritt område)
Hohe Wart är ett kommunfritt område i Landkreis Miltenberg i Regierungsbezirk Unterfranken i förbundslandet Bayern i Tyskland.